# Vivian (Dakota del Sur)
Vivian es un lugar designado por el censo ubicado en el condado de Lyman en el estado estadounidense de Dakota del Sur. En el Censo de 2010 tenía una población de 119 habitantes y una densidad poblacional de 26,57 personas por km².

## Geografía
Vivian se encuentra ubicado en las coordenadas 43°55′38″N 100°18′4″O / 43.92722, -100.30111. Según la Oficina del Censo de los Estados Unidos, Vivian tiene una superficie total de 4.48 km², de la cual 4.48 km² corresponden a tierra firme y (0%) 0 km² es agua.

## Demografía
Según el censo de 2010, había 119 personas residiendo en Vivian. La densidad de población era de 26,57 hab./km². De los 119 habitantes, Vivian estaba compuesto por el 95.8% blancos, el 0% eran afroamericanos, el 0.84% eran amerindios, el 0% eran asiáticos, el 0% eran isleños del Pacífico, el 0% eran de otras razas y el 3.36% pertenecían a dos o más razas. Del total de la población el 5.88% eran hispanos o latinos de cualquier raza.